# Елховска река
Елховска река е река в Южна България, област Смолян, Община Рудозем, десен приток на Арда. Дължината ѝ е 20 km. Отводнява северните склонове на най-високата централна част на Ардински дял на Западните Родопи.
Елховска река извира под името Искат на българо-гръцката граница, на 1533 м н.в., на 400 м североизточно от връх Кулата (1817 м) в Ардински дял на Западните Родопи. До село Елховец тече на север, а след това до устието си – на североизток в дълбока и гъстозалесена долина. В района на селата Пловдивци и Елховец има малки долинни разширения. Влива се отдясно в река Арда, на 689 м н.в., в чертите на град Рудозем.
Площта на водосборния басейн на реката е 85 km2, което представлява 2,5% от водосборния басейн на река Арда. Основни притоци: → ляв приток, ← десен приток
- → Джинов дол
- → Витина
- → Бунарски дол
- ← Чепинска река (най-голям приток)

Елховска река има дъждовно-снежно подхранване с максималния отток през зимния сезон – декември-януари, а минимален – през август и септември. Среден годишен отток при град Рудозем 2,76 m3/s.
По течението на реката в Община Рудозем са разположени един град и три села: Пловдивци, Елховец, Бърчево и Рудозем.
В района на селата Пловдивци и Елховец водите на реката се използват за напояване.

## Топографска карта
- Лист от карта K-35-86. Мащаб: 1 : 100 000.